# Iskandar ibn Úmar Xaykh

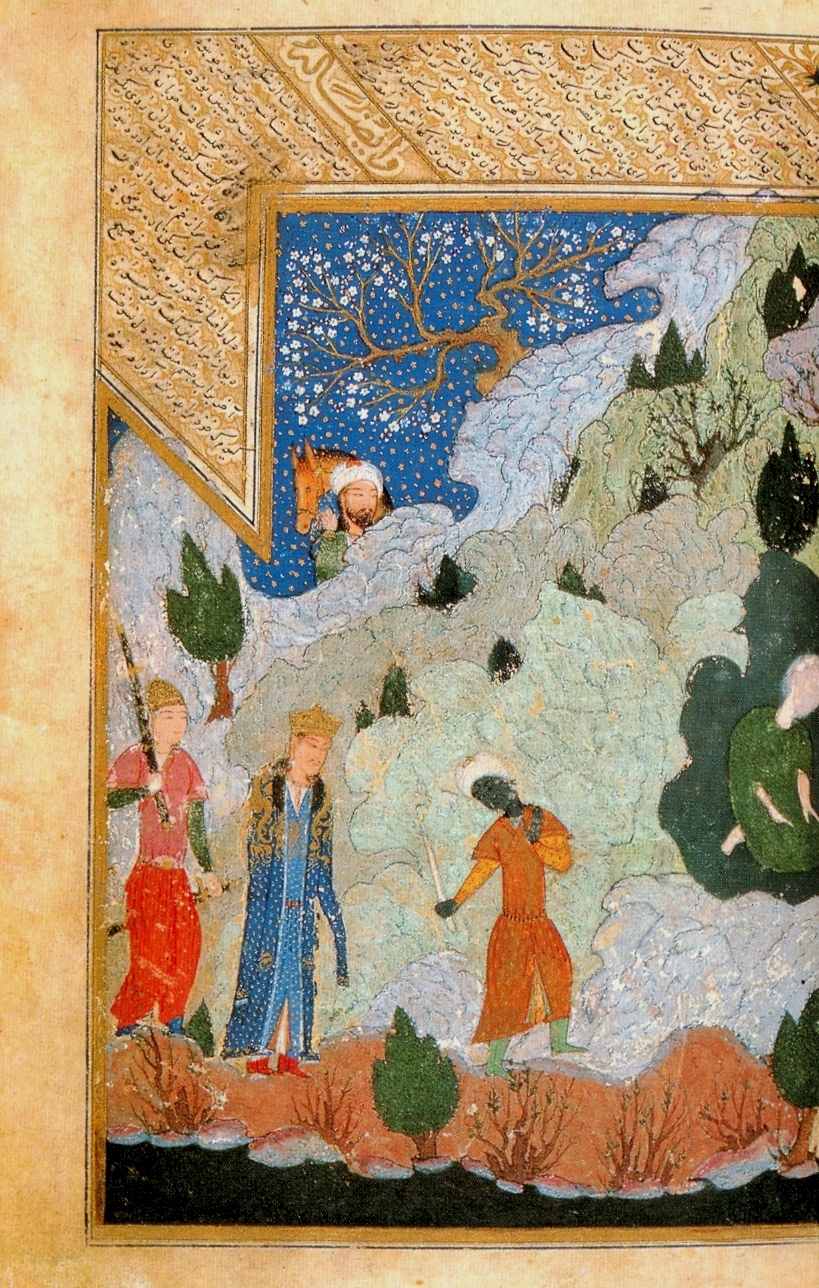
Representació del príncep. Miniatura del llibre Khamsah.

Iskandar ibn Úmar Xaykh (Uzgand, 25 d'abril de 1384 - Esfahan, 1415) fou un príncep timúrida, fill d'Umar Xaikh i net de Tamerlà. Era fill d'Umar Xaikh (al seu torn fill de Tamerlà) i de Malikat Aga (morta el 1440) filla del kan de Mogulistan Khidr Khwadja Oghlan.

## Juventut
Quan el seu pare Umar Xaikh, governador d'Andijan, va rebre el govern de Fars i l'Iraq Ajamita (1393) va deixar el govern d'Andijan (amb la vall de Fergana) al seu fill Iskandar Mirza que no el va ocupar per ser massa jove.
Al morir Umar Xaikh el va succeir el seu fill Pir Muhammad ibn Umar Xaykh (que no s'ha de confondre amb Pir Muhammad fill de Jahangir, que fou governador de Kabul, Gazni i Kandahar). Umar Xaikh va morir vers el 7 de gener de 1394 en combat al rebre una fletxa al coll a la fortalesa kurda de Khurmatu (prop de Bagdad); el seu cos fou portat a Siraz a una mesquita en presència de nombrosos amirs; poc després les esposes Sevinje Korluk Agha, Bei Mulk Agha i Melket Agha i el fill infant Iskandar Mirza (que s'havia quedat a Shiraz quan va marxar el pare en campanya) el van portar cap a Kish o Xahrisabz on fou enterrat en un mausoleu que havia fet construir Timur a la part sud de la tomba del sant Shams al-Din Kalar i prop de la tomba de Taragai, el pare de Timur i tenia a la dreta i esquerra diverses tombes preparades per altres prínceps de la casa reial, entre les quals la de Jahangir.

## Governador d'Andijan
El 1397, en una gran festa amb diversos matrimonis, es va casar amb la seva cosina Beghisi Sultan, filla de Mihran Shah i neta de Timur, d'acord a les lleis alcoràniques i els preceptes de Mahoma. El 1399 va anar al govern d'Andijan, a la Vall de Ferganà, quan tenia nomes 15 anys; allí, aprofitant la mort de Khidr Khan, que era el seu avi matern, va sortir d'Andijan, entrat al Mogolistan i s'havia dirigit a la regió de Kaixgar. Inicialment van atacar Yarkand que fou saquejada, fent després el mateix a Sarang Kamuch (Sarek Kamish), Kalapine, Ali Gul, Yar Kurgan, Txartak i Kiuk Bagh, arribant a la província d'Audja (Audge) on les hordes que hi havia es van sotmetre i les que no ho van fer foren capturats com esclaus i se'ls van empotar cap a la zona d'Aksu on van assetjar la fortalesa d'aquest nom (formada per tres castells intercomunicats), que va caure després d'algun temps (uns 40 dies); per les seves vides van entregar a uns rics mercaders xinesos. Van fer incursions a Bai i Kazaran i en una d'aquesta ciutats es va fer presonera a l'esposa (vídua) de Khidr Khan, de nom Hajji Malik Agha, i la filla Isan Malik, entre altres dames; després van saquejar Tarim, als habitants de la qual van fer esclaus. D'Aksu, Iskandar va anar a Khotan on la població es va sotmetre espontàniament. De Khotan a Kaixgar hi havia 15 dies de camí i de Kaixgar a Samarcanda n'hi havia 25. Iskandar va sortir de Khotan cap a les muntanyes Karangutak però no s'hi va endinsar i va anar a passar el hivern a Kaixgar des d'on va enviar regals a Timur i a Muhammad Sultan el governador de Samarcanda i de l' ulus Txagatai; aquest darrer va refusar els regals a causa que quan va reunir tropes per marxar al costat d'Iskandar, aquest no l'havia esperat ja que no volia anar manat, i Muhammad Sultan aleshores va haver de retornar a Samarcanda. Aquest fet va fer caure en desgracia a Iskandar (1400): al final del hivern el príncep Iskandar, que estava a Kaixgar, va retornar a Andijan i d'allí es va dirigir cap a Samarcanda per trobar-se amb Muhammad Sultan però pel camí va saber que aquest príncep tenia el projecte de fer-lo detenir. Iskandar va decidir desafiar-lo i va retornar a Andijan. Però dos amirs locals, Pir Muhammad ibn Taji Bugha i Pir Hajji ibn Malik van declarar que l'actitud d'Iskandar era de revolta i van mobilitzar les milícies assetjant a Iskandar al castell. El jove es va haver de rendir i fou fet presoner junt amb alguns fidels i servidors i es va enviar avis a Muhammad Sultan a Samarcanda que va enviar emissaris a recollir al príncep per portar-lo a la capital; l'emissari va recollir al príncep; el seu atabeg Bayan Timur ibn Bikijuk, fou executat per ordre de Muhammad Sultan, junt amb 26 servidors. El príncep fou empresonat. Iskandar va estar un any presoner abans de ser portat davant de Tamerlà per ser jutjat, sent llavors castigat (1401) a la pena de bastinat (cops a les plantes dels peus).

## Campanya de l'Àsia Menor
Després va tornar a l'oest a temps per participar en la campanya d'Anatòlia i el Caucas; va estar present a la batalla d'Ankara el 28 de juliol de 1402. Els mirzes Sultan Husayn Mirza i Iskandar i alguns amirs foren enviats a ocupar Ak Shehir i Kara Hisar i enviar destacaments cap a Alanya i Antalya. Sultan Husayn i Iskandar van saquejar el campament del cap turcman Kopek, ocupant ràpidament Ak Shehir i Kara Hisar i assolant l'emirat d'Hamid; van obtenir un rescat de la vila d'Aksaray. El 1403 Tamerlà va enviar al príncep Iskandar ibn Umar Xaikh al país de Bezem, que fou devastat entrant a la capital on es va fer considerable botí, retornant al campament imperial. Els mirzes Xah Rukh (timúrida), Iskandar i Sultan Husayn, recolzats per diversos amirs, van arriba a Egridir (19 de febrer de 1403) i la van ocupar l'endemà en unes hores (20 de febrer de 1403) i la major part dels habitants foren massacrats mentre la resta va poder fugir en els vaixells i es va refugiar en una illa del llac anomenada Nisi o Nisibin.

## Governador d'Hamadan
Després d'això Tamerlà li va donar el govern de Hamadan, Nihawand, Burudjird i Lur-i Kucik (final de hivern del 1403 al 1404) però no en va prendre possessió fins acabada la primavera del 1404 ja que primer va ser enviat al Rustumdar i no va arribar a Hamadan fins finals de juny o juliol de 1404. El novembre Tamerlà li va enviar a la seva esposa princesa Beghisi Sultan
A la mort de Tamerlà el 18 de febrer de 1405 els governadors van restar als seus llocs. Els fills d'Umar Shaykh exercien diversos governs: el gran Pir Muhammad ibn Umar Shaykh, que tenia preeminència sobre els altres, al Fars amb seu a Shiraz; Iskandar al Djibal amb seu a Hamadan; i Rustam o Rustem la resta del Djibal amb seu a Esfahan. Hi havia tres fills més almenys, probablement encara molt joves (nascuts entre 1388 i 1393). Pir Muhammad en nom de la família va enviar una submissió al seu oncle Xah-Rukh que governava el Khurasan amb seu a Herat. L'Azerbaidjan era governat per la branca de Mihran Shah, el qual tenia deu fills, dos dels quals (Muhammad Umar i Abu Bakr) tot seguit van començar a disputar la seva part de l'herència; el conflicte tocava la zona d'Hamadan i Nihavand i de moment Iskandar va anar un mes a Esfahan i després va anar a Siraz. Iskandar i Pir Muhammad van acordar enfrontar al seu cosí Abu Bakr agafant com a base Esfahan.

## Governador de Yadz
Pir Muhammad va concedir el govern de Yadz a Iskandar que hi va enviar a Bikesi Sultan i ell va marxar en persona a Esfahan. L'exèrcit de Muhammad Umar va arribar a Hamadan, i Rustem d'Esfahan hi va enviar un negociador de nom Hajji Musafir Umar, ben acollit per Muhammad Umar; es va acordar la pau, retornant enrere l'atacant. Aleshores Iskandar va poder anar a Yadz.
Pir Muhammad va marxar a l'estiu a Kirman, per sotmetre la província que no reconeixia la primacia de Fars. Iskandar va reunir tropes a Yadz per ajudar al seu germà; va dirigir l'avantguarda i va derrotar a les tropes del Kirman que li van presentar batalla. Kirman es va sotmetre a Pir Muhammad. Iskandar va retornar a Yadz.
Rustem va marxar d'Esfahan per anar a Siraz on fou molt ben rebut pel seu germà. Els tres germans Pir Muhàmmad, Rustem i Iskandar, fills d'Umar Xaikh van estar d'acord en l'aliança a favor de Muhammad Umar, el príncep que havia perdut l'Azerbaidjan i l'Iraq Ajamita a mans sobretot d'Abu Bakr. Rustem d'Esfahan va proposar un atac al campament d'Abu Bakr, proposta que va realitzar en cooperació amb Muhammad Umar; es va ocupar i saquejar el campament d'Abu Bakr a Sauk Bulak i es van emportar a Sultan Bakht Begum, l'esposa de Miran Xah així com molt de botí, portant-ho tot a Esfahan.
Abu Bakr, que era a Tabriz, va marxar al sud contra els aliats, saquejant tot al seu pas fins a i tot una caravana fins a arribar a Sultaniya i d'allí a Jurbakhan (Jerbadekan) on va acampar abans d'arribar a Esfahan (1406). Després de diverses alternatives Esfahan fou ocupada i el botí de Sauk Bulak retornat; Esfahan va reconèixer a Abu Bakr com a superior i va fer la khutba i va encunyar monedes amb el seu nom.

## Expedició a Kirman
Iskandar, al saber la mort d'Ideku Barles (abril del 1407, va planejar apoderar-se de Kirman. Va enviar un emissari a Siraz per demanar l'ajut del seu germà Pir Muhammad, però va entrar al Kirman sense esperar la resposta i va arribar a Rafsanjani; els habitants van resistir inicialment però aviat es van rendir i foren perdonats; d'allí va passar a Kunban, el governador de la qual va fugir; a les dues fortaleses van quedar governadors fidels; va marxar aleshores a Yadz. Sahib Sultan, fill d'Ideku, havia reunit tropes i no va tardar en presentar-se a Kunban; Iskandar que estava a menys de 15 km de Yadz, va retornar i va entrar a Kunban; les fores de Sahib Sultan van aixecar el campament i se'n van anar a Kirman. Quan Iskandar va sortir altre cop cap a Yadz, les tropes de Sahib no van tardar en reocupar Rafsanjani i Kunban.

## Empresonament i fugida d'Iskandar
Per raons no ben explicades Pir Muhammad es va presentar a Yadz amb les seves forces (maig o juny de 1407), va detenir a Iskandar i el va carregar de cadenes; el govern de Yadz fou confiat a Khwadja Jalal al-Din Mahmud al-Khwarizmiva, un oficial de Pir Muhammad; aquest darrer es va emportar també tot el botí que Iskandar havia fet recentment. Tots els governadors locals sotmesos abans a Iskandar es van sotmetre a Pir Muhammad, excepte Umar Kurtxi o Kurtji de Naïn.
Després Pir Muhammad es va dirigir a Esfahan per la via del sud-oest; Rustem estava malalt al llit i no podia defensar la ciutat. Pir Muhammad va devastar el seu territori fins prop de la ciutat d'Esfahan, destruint els dics i cases; al arribar a la vista de la ciutat va retornar cap a Siraz. Iskandar fou enviat a Khurasan carregat de cadenes, però a Txardi Taban es va poder alliberar i es va dirigir a Naïn i després, cridat per Rustem, a Esfahan. Pir Muhammad es va alarmar per aquesta aliança dels seus dos germans i va fer empresonar a tots els servidors d'Iskandar que hi havia a Siraz.

## Aliança amb Rustem d'Esfahan contra Pir Muhammad de Fars
A proposta d'Iskandar, les seves forces i les de Rustem van marxar contra Siraz. Calia passar un riu que no s'identifica (probablement el Pulwar o el Kur) i Pir Muhammad va fer vigilar entre el dic d'Adal i la fortalesa de Marand, en la zona que el riu es podia creuar, i va enviar a l'amir Timur Khoja a ocupar el congost de Faruk. Iskandar va arribar a la vila de Kemher mentre Timur Khoja arribava al mateix lloc; Iskandar va penetrar en la tropa enemiga i la va desorganitzar i Timur Khoja va haver d'evacuar el congost i repassar el riu reunint-se amb la resta del seu exèrcit. Pir Muhammad va reforçar la vigilància dels passos del riu mentre Iskandar passava el congost ja desguarnit i va arribar a la vila de Kenareh. Rustem no s'atrevia a travessar el riu però a la nit els núvols amenaçaven turmenta i Iskandar va alertar que al dia següent no es podria passar; va fer acampar una part de les tropes al gual principal (el de Kenkeri) en front on estava l'exèrcit enemic i sobtadament la major part de l'exèrcit va passar pel gual de Jeschnan; els que vigilaven aquest i altres guals van fugir i Pir Muhammad es va retirar cap a Siraz. La pluja era intensa i el vent molt fort i els dos exèrcits no van arribar a Siraz fins a la hora de la pregaria de la tarda. El setge va durar 40 dies i quasi tots els dies amb combats de mati a nit, i cap de les dues parts obtenia l'avantatge. Iskandar i Rustem van decidir assolar els territoris tribals al sud i oest de Siraz. Durant dies van devastar els districtes propers a Siraz i finalment van retornar a Esfahan amb un botí immens.

## Pir Muhammad conquereix Esfahan
Mentre Pir Muhammad havia reunit un exèrcit amb el qual es va dirigir cap a Esfahan. Rustem estava fent plans per tornar a Fars amb l'ajut de Hasan Jandar, un amir rebel del Khurasan que s'havia refugiat a Esfahan; el príncep se sentia fort i no va donar molta importància al moviment del seu germà. Quan l'exèrcit de Pir Muhammad es va acostar, Rustem va sortir del seu ogrok o campament i es va disposar a enfrontar-lo, establint el campament al lloc que havia elegit per la batalla. Iskandar havia anat amb les seves tropes a donar suport al seu germà Rustem. La batalla fou sagnant i heroica i es va decantar del costat de Pir Muhammad. Rustem es va dirigir a Kaixan amb els seus fills i els amirs Hasan Jandar, Sultan Xah i Mahmud Ak Bugha i d'allí ell i els seus fills van anar al Khurasan. Iskandar va fer la mateixa ruta però per separat. Pir Muhammad va ordenar no perseguir als fugitius i va dictar una amnistia per tothom. Hasan Jandar i altres amirs es van posar al servei de Pir Muhammad però Xah Rukh va fer saber al seu nebot la seva rebel·lió i aleshores els va encadenar i els va tornar a Khurasan sota custòdia de Muhammad Kiptxak i Isa Bekul; però els presoners van poder trencar les cadenes passat el districte de Perahar i van poder fugir.

## Refugiat al Khurasan
Rustem es va refugiar al Khurasan i fou acollit per Xah Rukh que el va prendre per participar en la seva expedició del Sistan però Iskandar no es va voler lliurar; va estar un temps amagat a un llogaret anomenat Ahmed entre Tun i Tabas generalment considerades part del Kuhistan; quan fou descobert, per protegir la seva vida, es va retirar cap a Balkh i Xibarghan on es va establir, reunint una tropa força nombrosa Qaydu de Balkh es va mostrar inquiet per aquesta presència i va reunir una tropa que va marxar contra Iskandar. Aquest no tenia prou forces per resistir i a mes els seus homes van fugir a la vista dels enemics. Va travessar el Jihun i va marxar cap a Uzkend però en el camí fins i tot el patge de la seva màxima confiança el va abandonar i va anar errant fins que va arribar a Andkhud, on governava Said Ahmed Tarkhan que el va acollir i li va retre tots els honors propis d'un príncep Gurigan. Va informar a Xah Rukh, que va ordenar no posar cap obstacle al seu camí ni al dels seus acompanyants o servidors, i a ell de retre-li honors, cuidar-lo, ajudar-lo i guiar-lo.

## Retorn a Siraz
Iskandar va decidir anar cap a l'Iraq Ajamita però es va trobar amb els camins tancats i les fronteres vigilades i va canviar de plans; a traves dels deserts el 21 de febrer de 1409 va poder arribar a la rodalia de Siraz on va deixar el seu seguici i ell va entrar a la ciutat; va anar a casa del metge Khoja Hasan. Pir Muhammad assabentat de la seva arribada, el va rebre amb satisfacció i benevolència (no va tenir altra opció que acceptar-lo per recomanació de Xah Rukh) i se li va donar per viure la casa del palafrener (akhtaji) de Xah Xuja, Ramazan Agha (febrer de 1409). En una acció sorpresa el jalayírida Ahmad ibn Uways va conquerir el Khuzestan (gener del 1409).

## Mort de Pir Muhammad i proclamació d'Iskandar
Pir Muhammad no va reaccionar de moment; estava preparant una expedició al Kirman a la que es va emportar a Iskandar; però pel camí Pir Muhammad fou assassinat pel seu visir khwadja Husayn Sarbardar (març de 1409). Iskandar va tornar cuita corrent a Shiraz en dos dies i va comunicar la notícia; van sorgir sospites que estava darrere la mort del seu germà, però quan algunes tropes van tornar i va confirmar els fets, els koluis (els bazarís), dirigits per Khoja Ala al-Din Muhammad van proclamar a Iskandar com a sobirà. Però Khoja Husayn va encarregar al seu germà Khoja Ali de matar a Iskandar i Khoja Ali va marxar ràpid a Siraz; els amirs van donar suport a Husayn excepte Abd al-Samad que afavoria a Iskandar i que se'n va anar a Yadz. Husayn va tornar amb l'exèrcit i amb vestits reials i va atacar Siraz; a la porta de Murdestan va topar amb la resistència d'Ala al-Din Muhammad; després d'hores de lluita Husayn fou derrotat i va fugir a Jafaradab i després cap a Kirman i les tropes aleshores es van pronunciar a favor d'Iskandar. En la ruta de Kirman, Khoja Husayn fou atrapat i torturat i després portat davant Iskandar que el va fer matar. El cap fou enviat a Esfahan i el cos exposat durant tres dies i cremat. Al-Khwarizmi fou confirmat en el govern de Yedz, però no acceptava a Iskandar i es va revoltar i va fer arrestar als amirs Abd al-Samad i Tahir, propers a Iskandar i que estaven a Yadz. Va confiscar el bens de Begh Mulk Agha, l'esposa d'Iskandar, a la que va expulsar de Yadz; Iskandar va enviar a tres amirs a assetjar Yadz i ell personalment va marxar cap a Esfahan per fer un kurultai. Rustem encara era a Herat.

## Els muzaffàrides dominen Esfahan
Llavors fou quan el muzaffàrida Sultan al-Motasim va arribar a Esfahan, on governava Umar Xaikh ibn Pir Muhammad, l'amir Said Barles i l'amir Halbanxah que es van retirar en direcció a Yadz, nucli dels partidaris de Pir Muhammad. Motasim va entrar a Esfahan. L'amir Xah, que governava Kaixan, d'acord amb el visir Khoja Ghiyath al-Din Sayyid Ahmad, va posar aquesta plaça en estat de defensa. Iskandar, assabentat per l'amir Fazel, es va dirigir contra Motasim, que havia obtingut molt de suport a Esfahan i Fars, i els dos exèrcits es van enfrontar a Ateixgah.
Però les tropes de Motasim van fugir sense lluitar; els generals que li van restar lleials van ser fets presoners; quan Motasim intentava entrar a Esfahan, com que era un home gros i pesat, va caure del cavall i un soldat el va decapitar. Malik Fakhr al-Din Muzaffar va morir igualment en el combat i amb això es van acabar les esperances muzaffàrides. Bistam Jagir que li donava suport, es va retirar cap a Yadz. El cadi Nizam al-Din Saydi va organitzar la resistència a Esfahan i va rebutjar la negociació i es van produir combats a l'entorn de la ciutat entre la primavera i la tardor.

## Iskandar reconquesta Yadz
Els amirs de Yadz, que havien servit a Pir Muhammad, i els d'Iskandar (els principals Sadik, Kayumurz, Bayan i després Halbanxah) es van enfrontar a la rodalia de Yadz i els segons van obtenir la victòria. Els victoriosos generals d'Iskandar van assetjat Yadz. La ciutat va arribar a l'últim extrem i finalment els habitants van alliberar al general Abd al-Samad i el van enviar a negociar i poc més tard també van alliberar al general Tahir però sense poder sortir de la ciutat. El cap militar dels rebels de Yadz, amir Abu Bakr va resignar el comandament en favor de Tahir, que va aprofitar l'ocasió per convidar als assetjadors a entrar a la ciutat. Iskandar en va nomenar governador a l'amir Yusuf Khalil

## Rustem recuupera Esfahan
Rustem fou autoritzat per Xah Rukh a tornar a Esfahan on va arribar l'estiu. Arribat pop d'Esfahan, Rustem fou rebut per Nizam al-Din Saydi i alguns amirs. Iskandar va enviar als amirs Abd al-Samad (que en aquest moment ja havia estat alliberat de la presó de Yadz) i Said Barles, per intentar un cop de ma contra Jerbadekan. (176)

## Iskandar cedeix Hamadan a Baykara
Iskandar va comunicar a Xah Rukh que la situació al Fars i Iraq Ajamita estava estabilitzada i que podia enviar un príncep per governar l'Iraq Ajamita (Hamadan, Nihawand…). Xah Rukh va enviar a Mirza Baykara per l'antic domini d'Iskandar i a Kahlil Sultan per la resta de l'Iraq Ajamita i l'Azerbaidjan.

## Luites per Esfahan i l'Iraq Ajamita
Iskandar, una vegada consolidat al poder a Siraz (Fars) tot i la pèrdua del Khuzestan, va planejar la conquesta de l'Iraq Ajamita (especialment Esfahan), on va enviar a dos amirs: Abd al-Samad i Sadik. Van reconstruir la fortalesa de Warseneh i la van posar en estat de defensa. Rustem, assabentat, va anar a assetjar la plaça que considerava seva. Iskandar va enviar com reforços a l'amir Yusuf Khalil i a l'amir Tulek. Rustem va marxar contra aquests generals, que com tenien molt poques forces no van presentar batalla i es van refugiar a la fortalesa de Destjerd. Baykara acabava d'arribar a l'Iraq Ajamita i junt amb el seu germà Rustem van decidir assetjar Destjerd però de sobte van saber que Iskandar estava a Kasr Zer; Rustem es va dirigir corrent cap a Esfahan però Iskandar també avançava molt ràpid. Rustem es va enfrontar amb el seu germà però fou derrotat i va haver de retirar-se cap a Esfahan mentre Iskandar va acampar a prop de la ciutat.
Khalil Sultan era a Rayy on va rebre un missatge de Rustem que li demanava ajut. Khalil pretenia restaurar la pau entre els dos germans però les converses amb Iskandar (acampat prop d'Esfahan) van fracassar. Khalil va entrar aleshores a Esfahan. A la vora de la ciutat es produïen diàriament escaramusses
Va passar el temps i la població d'Esfahan ja no tenia provisions i Rustem va haver d'abandonar la ciutat i es va dirigir a la cort de Kara Yusuf. Perseguit per Iskandar fins a Qom, no el van poder atrapar. Khalil s'havia quedar a Esfahan i no pensava abandonar-la i Iskandar la volia ocupar. La situació no era bona per la ciutat per llavors els soldats xuls i kurds es van retirar i Iskandar es va veure obligat a aixecar el setge. La situació a Esfahan era extrema: la gent no tenia menjar i no es podia comprar cap animal a cap preu; per cremar es feien servir les portes i elements de les cases. Finalment Khalil va abandonar la ciutat i va informar a Xah Rukh que la evacuava a causa de la fam i tornava a Rayy, però que feria el que li ordenés. Iskandar va ocupar la ciutat i poc després va obtenir un reconeixement de facto de Xah Rukh.

## El fill de Pir Muhammad acollir al Khurasan
A primers de maig de 1411 Xah Rukh estava a Badghis; durant el mes va arribar Umar Xaikh ibn Pir Muhammad (que tenia uns 13 anys), expulsat de Fars per Iskandar que també va expulsar de l'Iraq Ajamita a Sultan Ali, el jove (7 anys) fill de Rustem, per temor a que reclamessin drets de sobirania.

## Iskandar ataca Esfahan
Iskandar va reunir un exèrcit i va sortir cap a Kirman (1411). Va arribar a Sirjan que va assetjar. La ciutat fou ocupada després de la destrucció de la muralla i els habitants es van refugiar a la fortalesa de la muntanya; Iskandar va deixar algunes tropes allí i va marxar cap a la ciutat de Kirman o Kerman saquejant tot al seu pas; destacaments foren enviats contra Bam, Jiruft i altres llocs; Iskandar va arribar a Kerman. Poc després els que assetjaven Sirjan es van confiar i els assetjats van fer una sortida i els van sorprendre, matant a molts i els que van poder fugir ho van fer sense gairebé res. Iskandar va castigar severament als amirs responsables. Després va enviar cap a Khabis a l'amir Burhan al-Din Abd al-Samad. Sultan Husayn Barles volia repel·lir aquest amir i va sortir de Kirman i el va enfrontar però fou derrotat. Els contingents enviats a altres llocs també van retornar triomfants. Iskandar va acampar als murs de la ciutat de Kerman i el sayyid Shams al-Din Bumi en nom de la ciutat va oferir pagar un tribut i Iskandar ho va acceptar, va fer la pau i va retornar a Siraz.

## Rustam pel poder a Esfahan
Rustem havia retornat a Esfahan i Kutb al-Din Taromí havia agafat les armes. A Esfahan el notable local Khoja Ahmad Sayyid va rebre a Rustem que va poder tornar a exercir el poder. Però al cap de dos mesos el príncep es va adonar que Khoja Ahmad gairebé no complia les seves ordres i va decidir desfer-se'n d'acord amb altres notables locals. En una festa, quan el sayyid va entrar sol a la audiència amb Rustem, fou assassinat. Però aquest fet va fer perdre la popularitat a Rustem just quan Iskandar ja tornava de Kirman i s'acostava a Esfahan. Rustem no va tenir altre alternativa que fugir al Khurasan. El març de 1412 Rustem, fugit d'Esfahan, va arribar al Khurasan. Va poder baixar la ma a l'emperador que el va reenviar a l'Iraq Ajamita amb tot el que necessitava per establir la seva sobirania

## Iskandar de Fars i Esfahan ataca Qom
Iskandar havia aconseguit dominar Fars i Esfahan sense oposició; Kirman el reconeixia com sobirà precàriament. El següent objectiu ambicionat pel príncep fou Qom. Primer va dirigir preguntes a Khoja Muhammad de Qom; després li va demanar un jove molt guapo encara imberbe que estava al servei de Khoja Muhammad, però el jove no volia acceptar de cap manera les propostes d'Iskandar.
Finalment va marxar amb les seves tropes, va conquerir totes les ciutadelles dependents de Qom i es va presentar a les portes de la ciutat; Ali Demehser, kutwal del castell de Keyu, fou portat allí carregat de cadenes per forçar la rendició; però a la ciutat hi havia molts guerres i van presentar una forta resistència. Nasr Allah Sahrai, governador de la propera ciutat de Sawah, es va sentir amenaçat pel cas de caure Qom i va enviar al seu cosí Imad Gur en ajut de Khoja Muhammad, amb el qual no tenia molt bona relació. Aquest reforç va forçar a Iskandar a aixecar el setge de Qom i marxar cap a Esfahan.
Muzaffar Ferahani, un càrrec de confiança de Khoja Muhammad, va escriure a Iskandar i es va comprometre a lliurar-li la ciutat a canvi de ser-ne nomenat director financer. La proposta fou acceptada i el traïdor va començar a distribuir la guarnició de manera poc eficaç; la seva tasca era vigilada per l'amir Mahmud, fill d'un germà de Khoja Muhammad, però els col·laboradors de Mahmud foren situats a un lloc o un altre fins que Mahmud només disposava de 5 homes al seu entorn. Un dia Ferahani el va fer presoner amb ajut de soldats d'Iskandar amagats en un lloc convingut i el van lligar amb cadenes; quan Khoja Muhammad el va voler ajudar i va sortir, fou igualment capturat; els dos presoners foren portats a Esfahan i executats. El traïdor fou nomenat administrador i Abd Allah Perwanji designat governador. Aquests fets no estan datats a la font però devien passar el 1412, ja que explica que al mateix any Iskandar va traslladar la seva capital de Siraz a Esfahan, cosa que va passar el 1412. A Siraz va quedar un daroga de confiança d'Iskandar.

## Protecció de la cultura
En el seu govern a Shiraz (1409-1414) i a Esfahan (1410-1414) Iskandar va ser un mecenes i patró dels manuscrits il·luminats (tasca que és coneguda a Shiraz però que ja hauria començat durant el seu govern a Yadz); la seva cort es va omplir de poetes, historiadors, astrònoms, artesans i diversos erudits. El govern fou curt però destacable en l'aspecte cultural.

## Xah Rukh marxa a l'oest
El 22 d'octubre de 1413 Xah Rukh tenia concentrat un exèrcit amb el qual estava disposat a sortir cap a l'Azerbaidjan. Aquest dia va sortir d'Herat i es va dirigir com a primera etapa a Nixapur. Allí va comunicar els seus plans a Iskandar de Fars, Esfahan, part de l'Iraq Ajamita i sobirà de Kirman. La idea era passar el hivern al Mazanderan i a la primavera marxar contra Kara Yusuf. Efectivament va arribar a Mazanderan on fou rebut per diversos líders: Izz al-Din de Hazarjerib, Hasan Kiya de Firuzkuh (Iran), Sayyid Ali d'Amol i Sari i els diversos prínceps de Gilan.
Es va establir el kixlak i allí va saber que Iskandar no respectava gairebé l'obligació de fer la khutba i encunyar moneda en nom de Xah Rukh; d'altra banda Iskandar sospitava que l'expedició tenia per objecte conquerir Fars i l'Iraq Ajamita mes que no pas l'Azerbaidjan. Un enviat a mes, va posar excuses per participar en la campanya. Xah Rukh va transigir, va autoritzar que hi participés al seu lloc l'amir que ell designés i amb els soldats que considerés convenients; aquesta tolerància de Xah Rukh encara van alertar mes a Iskandar que es va declarar en rebel·lia al fer la khutba en nom propi i encunyar monedes amb el seu nom. La frontera amb Khurasan fou tancada i s'hi van enviar tropes de cavalleria; tropes d'Esfahan enviades a Semnan van saquejar Sufiabad; un altre contingent va entrar al Kuhistan, però els habitants, advertits de la seva arribada, els van atacar i els van fer fugir. Iskandar era un mestre en vanitat, satisfet dels tresors que posseïa i de tenir el tron i la corona, es dedicava als plaers a vegades amb nois o noies menors, es dedicava al joc i bevia vi i altres licors en abundància. Per tancar les possibles entrades va lliurar a les flames el districte de Rayy. Va enviar a l'amir Kafi Islam amb valuosos regals (cavalls, robes d'honor -khilah- i or) pels amirs de Sistan, Kandahar i Ghermsir per incitar-los a la rebel·lió amb la promesa de concessió de terres en soyurgal una vegada la victòria es produís. En el camí Kafi Islam fou reconegut al caravanserrall d'Exteran per un servidor del daroga de Tabas, que va informar al seu senyor i aquest a Syorgatmix, fill de Xah Rukh que havia quedat a Herat com a governador. Aquest va alertar a Malik Kutb al-Din al Sistan amb ordre de fer detenir a Kafi Islam i portar-lo a Herat. Així es va fer i des de la capital fou enviat a l'ordu de Xah Rukh.
El 14 d'abril de 1414 Xah Rukh va sortir del seu kixlak de Mazanderan i es va dirigir a Rayy, via Damghan. Bistam Jagir li va escriure des de Sultaniya i es va posar a les seves ordres. Xah Rukh va rebre la comunicació amb satisfacció però va suggerir enviar com a ostatge al fill o al germà. Al arribar a Khuwar alguns desertors de Iskandar van informar que aquest havia sortit d'Esfahan per assetjar Sawah on governava Nasr Allah Sahrai, el qual va demanar ajut a l'emperador i va sol·licitar l'enviament d'un daroga, cosa a la que es va accedir i es va nomenar un dels servidors de la cort. Un contingent fou enviat a Sawah

## Lluites a l'Iraq Ajamita
Iskandar va enviar als amirs Yusuf Khalil, Jelban Xah Barles, Abd Allah Perwanji i Saad Allah, a assetjar Sawah. El governant local Nasr Allah Sahrai va demanar ajut a Xah Rukh que va enviar deu mil cavallers manats pels amirs Hasan Sufi Tarkhan, Said Ali Tarkhan, Dawlat Khoja Irak i Txeharxenbeh. Els amirs d'Iskandar van decidir no enfrontar a les tropes imperials i com que no es refiaven de Yusuf Khalil que havia participat en la rebel·lió de Jahan Malik i després havia fugit a Siraz, el van detenir i empresonar i es van unir als amirs del emperador. Quan Xah Rukh ho va saber es va alegrar d'obtenir una victòria sense sang; des de Rayy l'emperador va anar a Xahriyar on fou rebut amb honors pel fill d'Abd Allah Perwanji i poc després va arribar Nasr Allah Sahrai de Sawah a fer homenatge. Poc després van arribar els amirs Hasan Sufi, Said Ali i alguns altres portant a Yusuf Khalil encadenat. Yusuf va demanar clemència i Xah Rukh el va perdonar de totes les seves faltes. Abd Allah Perwanji va ser nomenat governador de Qom. Yusuf Hajji, que era el visir de la ciutat, fou nomenat kutwal de la fortalesa. Xah Rukh es va desplaçar a Sawah on es va dedicar a la cacera per uns dies.

## Xah Rukh assetja Esfahan
Xah Rukh va arribar a Jira i a Ferahan. Els amirs Hasan Sufi i Elies Khoja van assetjar la fortalesa d'Ikan, que amb un reforç oportú de l'emperador van acabar conquerint. D'allí van passar a Kurkan on es van presentar tres notables d'Esfahan, ben rebuts per Xah Rukh. Les forces d'aquest van avançar fins a Baghi Rustem (El Jardí de Rustem) als afores de la ciutat. Molts habitants van anar a posar-se al servei de l'emperador. Xaikh Muhammad, un parent de l'amir Abas Bahadur, també va abandonar la ciutat i va anar a la cort i el va seguir Xaikh Ali Kazak que va portar 300 cavallers; també alguns nòmades es van unir al emperador a Ateixgah però va caldre un enfrontament de les forces dels dos costats en el qual el príncep Baykara, germà d'Iskandar, que s'adonava de les injustícies del seu germà, va combatre no obstant amb valentia. Després del xoc dels dos exèrcits els soldats d'Esfahan es van dispersar cap als poblets veïns i foren perseguits i aniquilats. Després d'aquesta primera derrota parcial, Iskandar va tenir consell amb els seus oficials i es va decidir sortir d'Esfahan amb tot l'exèrcit; l'exèrcit imperial els va presentar batalla. Iskandar va intuir que perdria la batalla; els soldats van començar a fugir i els imperials els van perseguir i en va matar molts. Iskandar va estar a punt de caure presoner però va poder tornar a Esfahan on va quedar assetjat.
Xah Rukh va establir el setge d'Esfahan. Van arribar els amirs Xaikh Derdi i Baiazet Jagir, fills de Bistam Jagir procedents un de Xahriyar i l'altra de Sultaniya, i es van presentar a la cort on foren molt ben acollits. Una sortida de 300 cavallers per la porta de Berangar fou combatuda per Elies Khoja (que va quedar ferit) i rebutjada. El setge es va fer mes intens i estricte el 12 de juny de 1414.

## Siraz es sotmet a Xah Rukh
A Siraz els kalui (bazarís) i els kelanters (notables governants) van aconseguir l'adhesió del daroga local Xaikh Muhammad Sarik per sotmetre's a Xah Rukh. No dubtaven que l'emperador conqueriria Esfahan i que després marxaria a Siraz i se'ls consideraria enemics per lo que en cas d'avançar-se podrien reclamar haver actuat amb la lleialtat deguda al poder suprem. Els fills d'Iskandar i els fills dels amirs Abd al-Samad, Xaikh Yesaul, Yusuf Kurji i Daran (els de mes confiança d'Iskandar) foren arrestats; immediatament es va encunyar moneda amb el nom de l'emperador i es va llegir la khutba al seu nom i es van enviar regals a la cort. Bekneh Bakhsxi i Luft Allah Baba Timur foren designats respectivament administrador de finances i governador de Fars. Els amirs Hasan Sufi i Jelban Xah Barles foren enviats a buscar als fills d'Iskandar i els fills dels amirs per portar-los a Xah Rukh.

## Resistència d'Esfahan
Sultan Xah Txehreh gaudia de la confiança d'Iskandar i tenia el comandament d'una torre de les principals d'Esfahan. Uns servidors seus el van assassinar i van fugir al campament imperial. Progressivament les forces d'Esfahan disminuïen i les dels assaltants anaven creixent. Les sortides dels homes d'Iskandar eren freqüents però no aconseguien res. El setge va durar 70 dies. Mentre es feia el setge, Xah Rukh havia enviat a Abd Allah Perwanji i a Ali Dervix a Kaixan; la ciutat es va sotmetre i el districte es va organitzar.
Després d'una victòria parcial de Xah Rukh el 20 de juliol de 1414, Iskandar, penedit de la seva conducta, havia fet encunyar moneda a Esfahan amb el nom de l'emperador i que la khutba s'estava llegint també al seu nom. Vas enviar un delegat a la ciutat (Mawlana Ghiyath al-Din Semnaní) per oferir la pau però Iskandar, per causes incertes, la va rebutjar; Xah Rukh va considerar que la seva oferta s'havia interpretat com a debilitat i va decidir utilitzar la força. Uns dies després Iskandar va enviar a l'amir Tavakul Karkara, un dels seus amirs de primer rang, conegut com a pietós i savi, i a l'amir Muhammad Beg, amb alguns cavalls de regal per Xah Rukh, demanant l'aixecament del setge després de lo qual aniria a la cort imperial. Xah Rukh el va convidar a anar sense temor o si no volia podria anar a Yadz o Hamadan i tindria pas lliure; però Iskandar no va acceptar. L'emperador va enviar a l'amir Sultan Baiazet Barles i a l'amir Jakmak Xami a conquerir Abarkuh

## Conquesta d'Esfahan
El 28 d'agost de 1414 Esfahan fou conquerida a l'assalt després de combatre tot el dia fins a la nit; Iskandar i els seus es van retirar a la ciutadella. L'amir Abd al-Samad va fugir i es va presentar a l'emperador. Quan Iskandar ho va saber va fugir precipitadament. Al matí l'exèrcit victoriós va començar el saqueig que va aconseguir un botí enorme. Xah Rukh va enviar tropes a perseguir a Iskandar. Fou localitzat i fet presoner i portat davant del emperador que el va interrogar sense rebre cap resposta. L'emperador el va confiar al seu germà Rustem amb la recomanació de respectar els deures fraternals. No obstant, estant presoner, Iskandar fou cegat amb una agulla de ferro calenta als seus ulls; aquesta tortura va estar a punt de causar-li la mort però va sobreviure.
La història de com es van produir els fets és narrada de dues maneres diferents: la primera per Hafiz-i Abu que fiu que el lloctinent d'Iskandar, Muhammad Sariq, quan Xah-Rukh va assetjar la ciutat i el setge ja durava un o dos mesos, va consultar als notables que van decidir sotmetre's i entregar a Iskandar; el fill d'aquest i els emirs més fidels foren capturats i enviats a Xah-Rukh que fou convidat a entrar a la ciutat on se li va lliurar a Iskandar. Una segona versió de Tadj al-Din Hasan Yazidi diu que els notables locals ja havien decidit sotmetre's a Xah-Rukh i sota la direcció de Kuli Ala al-Din i de Sulaymanshah Qassab van agafar el control aprofitant una absència de Muhammad Sariq i durant tres dies van saquejar les cases dels turcs; però llavors Sariq va retornar i va derrotar els rebels matant als seus caps i saquejant les seves cases fins que els ulemes li van demanar parar perquè la població ja havia patit prou; al cap de dos o tres mesos la situació es va posar difícil i Sariq va canviar d'idea i va decidir lliurar la ciutat i a Iskandar; sembla que al darrer moment es va penedir i encara va lluitar contra les forces de Xah-Rukh.

## Arranjaments administratius
L'emperador es va ocupar d'organitzar la regió: va fer una aportació pels pobres (abans destinada als pelegrins), va establir un govern regular, va garantir l'ordre i la seguretat de les rutes i va retornar a bona part de l'exèrcit cap al Khurasan juntament amb la part del botí que li pertocava. El govern general de Fars i l'Irak Ajamita es consolidava en mans de Xah Rukh i el govern d'Esfahan fou confiat al príncep Rustem, que ja havia estat governant del territori i que havia servit a Xah Rukh a Transoxiana, Khurasan i Mazanderan i a mes havia donat mostres de valor en diversos combats. També va dictar un perdó general, una mena d'amnistia. El jove Baykara, que havia destacat als combats i al qual l'emperador tenia molt d'afecte, va rebre en feu (soyurgal) el govern d'Hamadan, les fortaleses de Burudjird i Nihawand i l'alta autoritat sobre Luristan (a més de diversos consells sobre la manera de governar amb justícia). Després va confiar el govern de Rayy al príncep Adigel (Ijel) fill de Miran Xah, i el de Qom al príncep Sad Vaccas (dos cosins portaven aquest nom, nets de Jahangir; la font no identifica a quin dels dos es refereix, però el mes probable és el fill de Muhammad Sultan). Finalment va sortir en direcció a Siraz deixant el govern general de l'Iraq Ajamita al seu propi fill Ibrahim Sultan.

## Iskandar i Baykara es revolten
Els districtes de Qom, Kaixan i fins Hamadan estaven agitats. El príncep Rustem va fer cegar a Iskandar o al menys ho va tolerar. Xah Rukh ho va desautoritzar i va fer conduir al príncep cec a la seu de govern de Baykara a Hamadan. Però Iskandar volia venjança i feia tot el possible per promoure l'agitació, i tot i ser cec era molt hàbil i enginyós en intrigues. I la defecció de Sad Vaccas (que es va passar a Kara Yusuf) li va semblar una ocasió oportuna. Va alertar al seu germà petit que allà on eren estaven en perill davant els turcmans i que si els atacaven no podrien fugir. Baykara, que no era de moltes llums, es va deixar seduir per un projecte polític consistent en anar a Siraz i apoderar-se d'aquesta capital. Iskandar i Baykara van sortir cap a Siraz, però un servidor d'Iskandar, Murad Tilbet, va desertar i es va dirigir a Esfahan on va revelar els plans a Rustem. Aquest va enviar un contingent per tallar la ruta i va trobar a les forces dels dos germans a Jerbadekan, les van atacar i Iskandar va caure presoner i fou enviat a Esfahan i portat davant de Rustem. Baykara no va saber que fer i no va ni seguir endavant ni tornar endarrere, restant uns quants dies aturat a Kendeman. Ibrahim Sultan, ja assabentat, va reunir consells dels amirs, i va ordenar empresonar a tots els antics servidors d'Iskandar que eren a Siraz i els va enviar al Khurasan sota la vigilància d'un guardià.
Però aquests homes entre els quals hi havia Sunej Khoja, Ardewan i Mezid Baixlik, quan eren a un lloc anomenat Khan Habeix (entre Abarkuh i Maixad-Maderi), van matar el seu custodi i van fugir a Kendeman i es van reunir amb Baykara al que van reprotxar la seva inactivitat i el van instigar a seguir la marxa. Baykara els va escoltar i va reprendre la marxa cap a Siraz. Ibrahim Sultan ja havia fet tots els preparatius i va sortir a l'encontre dels seus rivals; els dos exèrcits es van trobar a la rodalia de Baiza; alguns dels oficials d'Ibrahim com Xaikh Txehereh, Masud Xah i Xul entre d'altres, es van passar a Baykara al que també donava suport la població. Ibrahim va haver de retirar-se; va passar breument per Siraz a la nit per emportar-se a la seva mare Tuti Agha i part del tresor i al dia següent estava a Abarkuh. El 17 de juny de 1415 Baykara va arribar a Siraz a la porta de Istakhr; els sayyids, els cadis, els notables i els kuloi, com que estaven sense sobirà, van sortir a demanar a Baykara que entrés a la ciutat.

## Mort d'Iskandar
Quan Rustem va saber que Baykara ja era a Siraz i estava al front del govern del Fars, va fer matar el seu germà Iskandar, com verdader instigador dels fets Baykara va conservar Shiraz fins al novembre de 1515 quan va arribar l'exèrcit de Xah-Rukh i va assetjar la ciutat, es va haver de rendir, sent finalment perdonat.